# Henning Mühlleitner
Henning Bennet Mühlleitner (Emmendingen, 15 de julio de 1997) es un deportista alemán que compite en natación, especialista en el estilo libre.
Ganó tres medallas en el Campeonato Europeo de Natación, en los años 2018 y 2022. Participó en los Juegos Olímpicos de Tokio 2020, ocupando el cuarto lugar en los 400 m libre y el séptimo en 4 × 200 m libre.

## Palmarés internacional
| Campeonato Europeo | Campeonato Europeo    | Campeonato Europeo | Campeonato Europeo    |
| Año                | Lugar                 | Medalla            | Prueba                |
| ------------------ | --------------------- | ------------------ | --------------------- |
| 2018               | Glasgow (Reino Unido) | Medalla de oro     | 4 × 200 m libre mixto |
| 2018               | Glasgow (Reino Unido) | Medalla de bronce  | 400 m libre           |
| 2022               | Roma (Italia)         | Medalla de bronce  | 400 m libre           |